# Bauhaus (музичка група)
Баухаус је енглески рок, готик, састав кога су основали певач Питер Марфи (енгл. Peter Murphy), гитариста Данијел Еш (енгл. Daniel Ash), бубњар Кевин Хаскинс (енгл. Kevin Haskinѕ) и басиста Дејвид Џеј (енгл. David J) у Нортемптону 1978. године. Састав је узео име по немачкој уметничкој школи Баухаус, првобитно су били Баухаус 1919, али су убрзо скратили назив и одбацили годину оснивања школе. Са својом мрачном и депресивном музиком, појавом и атмосфером се сматрају једним од првих састава који су поставили темеље музичког правца готика. Првих година се то звала дарк музика. Баухаус се разишао 1983. године, а чланови састава су се посветили сопственим пројектима у потрази са комерцијално исплативијим пословима. Састав се поново окупио 1998. ради поновног свирања на турнеји, а потом су се поново окупили 2005. године у намери да овога пута дуже остану заједно и да сниме још један музички албум.

## Историја
Денијел Еш, и његов пријатељ Дејвид Хаскинс, и Хаскинсов млађи брат Кевин су свирали заједно још од дјетињства. Еш је у почетку покушао да убиједи свог школскога друга Питера Марфија да буде у бенду, али ништа није било од тога. Према Ешу: "Пит уопште није размишљао о томе, није му било на уму као таквом." Један од дуговечних од њих био је бенд под називом Craze, који је наступио неколико пута у околини Нортхамптона 1978. Међутим, Craze се брзо распао, а Еш је још једном покушао да убеди свог старог школског друга Марфија да му се придружи, једноставно зато што је Еш мислио да има прави изглед за бенд. Марфи, који је радио у штампарији, одлучио је да покуша, упркос томе што никада није написао ниједан текст или музику. Током њихове прве пробе, коаутор је песме "In the Flat Field".
Ешов стари колега из бенда Кевин Хаскинс придружио се као бубњар. Еш је одлучио да не позове Дејвида Џеја, покретача у њиховим претходним бендовима, јер је желео бенд који може да контролише  Умјесто тога, Крис Барбер је доведен да свира бас, а заједно су четворица музичара основали бенд S.R. Међутим, у року од неколико недјеља Еш је попустио и замјенио Барбера Давидом Џејем, који је предложио ново име Баухаус 1919. Дејвид Џеј је већ пристао да обиђе америчке ваздушне базе са другим бендом, али је одлучио да је придруживање групи његових пријатеља „права ствар за урадити". Са комплетном поставом, бенд је одсвирао своју прву свирку у пабу Кромвел у Велингбороу на новогодишњe вече 1978.
Бенд је одабрао име Баухаус 1919, референцу на њемачки умјетнички покрет 1920-их, због његових „стилских импликација и асоцијација“, према Дејвиду Џеју. Бенд је такође изабрао исти тип слова који се користио на згради Баухаус колеџа у Десауу у Њемачкој, као и амблем Баухауса, који је дизајнирао Оскар Шлемер. Сарадник Баухауса Грејем Бентли рекао је да је група била другачија од било ког бенда из Нортхамптона тог времена, од којих је већина свирала претежно обраде пјесама. Бентли је снимио наступ групе, који је послат неколико издавачких кућа, у нади да ће добити уговор. Овај приступ је дјелимично био ометен и због тога што многе дискографске куће у то време нису имале видео опрему, па је група одлучила да сними демо.

### Bela Lugosi's Dead и 4AD
Послије само шест недјеља као бенд, Баухаус је први пут ушао у студио у Beck студију у Велингбороу да би снимио демо. На проби за демо, бенд је експериментисао са ехом и кашњењем на бубњевима. Једна од пет нумера снимљених током сесије, "Bela Lugosi's Dead", дуга више од девет минута, објављена је као дебитантски сингл групе у августу 1979. на Small Wander Records. Бенд је наведен једноставно као Баухаус, а "1919" је избачено.
"Bela Lugosi's Dead" је био под јаким утицајем интересовања бенда за реге и даб; гдје су бас и бубњеви били истакнути. Био је то први снимак бенда који су икада направили и завршили у првом кадру. То је такође био први пут да је Марфи пјевао на студијском микрофону. Марфи је био прехлађен када је снимио пјесму. Ударање бубња Кевина Хаскинса је засновано на стилу бубњања Боса Нова. Денијел Еш је објаснио како је почетак пјесме почео када је разговарао са Дејвидом Џејом у вези са рифом који је направио: „Разговарао сам са Дејвидом једне ноћи и рекао му да имам овај риф, користећи ове трик акорде који су имали веома задивљујући квалитет. Он је рекао: „Тако је чудно да то кажеш јер имам ове текстове о Бели Лугосију, глумцу који је играо вампира.“ Дејвид Џеј је даље објаснио: „Било је сезона старих хорор филмова на ТВ-у, а ја сам Данијелу говорио колико их волим. Онај који је био претходне ноћи био је Дракула (1931). Говорио сам како је Бела Лугоси био суштински Дракула, елегантан приказ карактера“. Еш је објаснио о акордима: „Мој риф има ове мутантне акорде – то нису чак ни молски акорди – али су укоријењени у старој пјесми Герија Глитера, успорени. Нисам то схватио када сам то радио.“ Еш је такође објаснио како је успио да постигне ехо ефекте за песму: „...Дејвид је имао ову стару HH ехо јединицу, која би ти се кварила све време. Прикључили смо гитару и мали бубањ на ехо јединицу и ја сам само гурао HH појачало да покренем све ове одјеке док је пjесма пролазила.“ Дејвид је објаснио процес како су снимили пjесму: „Нисмо заправо причали о томе шта радимо. Данијел је почео да гребе по гитари, Кевин је покренуо свој ритам и настала је атмосфера. Ушао сам са оним силазним акордима, а Питер је само шетао горе-доле, полако, као велика мачка."

## Музички стил

### Текстови
У свом првом албуму и сингловима, пјесме Bauhaus-а су се бавиле табу темама као што су мучеништво, параноја, лудило, опсесија и проституција. На примјер, пјесма Stigmata Martyr говорила је о (према Ширлију) „особи чија религиозна опседнутост Христом поприма облик физичке манифестације распећа; тј. трагови ексера на рукама: „У распећу, екстази, лагању унакрсно проверен у агонији, Стигмата непрекидно крвари, рупе у глави, рукама, ногама и плачу за мном." Када је испоручио ове стихове, Питер је постао стигмата." Марфи је такође прокоментарисао погрешна схватања текста пјесме: " Мислим да остали чланови бенда нису баш схватили оно о чему сам писао, а колективна намјера је одједном постала веома антирелигијска. А та пјесма уопште није антирелигијска. Порука је, заиста, опасности од опсесије, од скоро психосоматске индукције тог мазохизма. Само то може бити илузија. И далеко је од значаја у погледу стварног извора поруке било ког религиозног Бога. Бог не жели да будете у болу и умрете Није било антирелигиозно. Није било демонско. Било је све удовање на манифестацију. Да ли је то заиста знак Светог Духа или је то једноставно стање опсесије? То је све." Друга пjесма, Dark Entries, прича причу о насловном јунаку Доријану Греју из романа Оскара Вајлда Слика Доријана Греја, који је Марфијев омиљени роман. Марфи објашњава: "То је била прва књига са правом суштином коју сам изабрао за себе. То је прича о великом нарцизму и езотеричној унутрашњости, и бриљантно написана. То је прозор у ову личност, овог Оскара Вајлда за којег сам чуо. Језик је тако богат. То је заиста прича о рок звијезди." Пјесма A God In An Alcove говорила је о "причи о палом идолу." Насловна пjесма In The Flat Field је инспирисана "свакодневним животом у Нортхамптону и жеља да се побјегне од тог 'равног' постојања."

## Дискографија

### Студијски албуми
- In the Flat Field (1980)
- Mask (1981)
- The Sky's Gone Out (1982)
- Burning from the Inside (1983)
- Go Away White (2008)